# Карвунис, Никос
Никос Карвунис (греч.  Νίκος Καρβούνης Итака, 1880 — Афины, 17 февраля 1947) — греческий поэт, переводчик и журналист 20-го века.
Автор самого известного пеана Греческого Сопротивления — «Громыхает Олимп».

## Биография
Карвунис родился на острове Итака в 1880 году.
В возрасте 3 лет уехал в Румынию, где у его отца было коммерческое дело. Окончил гимназию в городе Брэила
Вернулся в Грецию в 1898 году, в возрасте 18 лет.
В том же году был впервые публиковался в журнале «Воспитание дтей» («Διάπλασις των Παίδων»), где было напечатано его стихотворение «Новогодний пирог» («Βασιλόπιττα»), получившее первую премию.
В 1903 году поступил в Афинский университет, чтобы завершить своё филологическое и юридическое образование, но не окончил его (не стал защищать диплом).
Карвунис непрестанно занимался самообразованием и иностранными языками, слыл энциклопедистом и полиглотом.
В актуальном тогда языковом вопросе примкнул к сторонникам разговорного языка димотика.
В 1907 году вместе с К. Варналисом и К. Паламасом принял участие в групповом издании журнала «Игисо́» («Ηγησώ»).
Причём в силу того, что Карвунис был старшим по возрасту и имел доход, работая в судовладельческой компании, он возглавил редакцию журнала.
После закрытия журнала Карвунис бросил работу в судовладельческой компании и посвятил себя журналистской деятельности, занимаясь одновременно переводами иностранной литературы.
Начал сотрудничать с журналом «Скрип» («Σκριπ»), позже стал его директором.
Писал в газетах «Политиа» («Πολιτεία»), «Эстиа» («Εστία») и «Пройа» («Πρωΐα»), корреспондентом которых он был в Эпире, Малой Азии, на Балканах и на Родосе.

## Участие в военных перипетиях Греции
В 1909 году Карвунис поддержал антимонархистское офицерское движение полковника Н. Зорбаса, однако в дальнейшем перестал поддерживать выдвинутого офицерским движением революционера и политика Э. Венизелоса и примкнул к монархистам.
В 1910 году попытался организовать греческий добровольческий отряд, для отправки в Мексику и участия в Мексиканской революции.
С началом Балканских войнах (1912—1913), вместе с поэтом Л. Мавилисом вступил в батальон греческих гарибальдийцев.
Принял участие в военных действиях по освобождению южного и северного Эпира, где и был ранен.
В последовавшей Второй Балканской войне против болгар был вновь ранен и награждён «Крестом за отвагу».
Свои впечатления о войне с болгарами описал в книге «Война Греции и Болгарии».
Малоазийский поход греческой армии (1919—1922) Карвунис освещал в качестве военного журналиста.
После Малоазийской катастрофы Карвунис поддержал антимонархистское Восстание 11 сентября 1922 года.

## С коммунистами
Первая половина жизни Карвуниса полна идеологических поисков.
Он был националистом, ницшеанцем, теософом, в середине 20-х годов переводил масонские тексты.
Создание компартии Греции и проводимая ею политика, революция в России, использование союзниками греческой армии для обеспечения своих интересов, предательство Греции союзниками и последовавшая Малоазийская катастрофа, кризис 1929 года были теми этапами, которые привели Карвуниса, как и многих других интеллектуалов, в компартию; он вступил в ряды коммунистов в 1933 году.
Переход 50-летних Карвуниса и Д. Глиноса, а также 35-летнего Варналиса в лагерь коммунистов создал беспокойство в кругах греческого истеблишмента, поскольку все трое почитались в стране, и за ними последовали другие, колебавшиеся интеллектуалы.
Карвунис писал в журнале «Новые пионеры» («Νέοι Πρωτοπόροι») и в газете греческих коммунистов «Ризоспастис» (под псевдонимом «Черноморец» (Μαυροθαλασσίτης)), пока последняя не была закрыта после установления в 1936 году диктатуры генерала И. Метаксаса.
В марте 1934 года Карвунис был судим за перевод и пролог книги «Коричневая Библия», с документами о Поджоге Рейхстага.
В действительности Карвунис написал лишь вступление. Книга вызвала протест германского посольства, как своим содержанием и прологом, так и своей обложкой.
Карвунис был судим по статье «оскорбление иностранного правительства», в данном случае Гитлеровской Германии. Его блестящая речь на суде стала обвинением против установленного гитлеровским нацизмом режима.
Слушание дела завершилось 5 апреля 1934 года. Карвунис был осуждён на 15 суток лишения свободы, с правом выкупа.
Начался период борьбы Карвуниса против роста фашизма в европейских странах. Он принимает участие во всевозможных антифашистских комитетах.

## Сопротивление
Сразу после начала тройной германо-итало-болгарской оккупации Греции, 22 июня 1941 года Карвунис вместе с Д. Глиносом был в числе тридцати «опасных» греческих интеллектуалов-коммунистов, арестованных гестапо, по спискам, представленным греческой полицией.
Карвунис был переведен в концлагерь, созданный итальянцами в городе Лариса (Casa Preventiva).
Он был освобождён в октябре по состоянию здоровья и сразу занялся подпольной деятельностью, после чего ушёл в горы, к партизанам.
Карвунис вернулся в Афины в 1942 году и до 1943 года состоял в редакциях подпольных изданий «Свободная Эллада», «Ризоспастис» и «Пионеры».
В начале 1944 года Карвунис снова ушёл в горы, где вначале возглавил издание газеты «Свободная Эллада», а затем Департамент прессы Правительства гор (ΠΕΕΑ).
После британской интервенции декабря 1944 года и Варкизского соглашения Карвунис возглавил внешний отдел прессы Национально-освободительного фронта Греции (ЭАМ).
В составе делегации ЭАМ в ноябре 1945 года Карвунис принял участие в информационной поездке во Францию, Англию и США. Поездка продлилась почти год, но все его заметки были утеряны в ходе последоваших гонений.

## «Громыхает Олимп»
Самый известный пеан Сопротивления, который начинается строкой «Громыхает Олимп, сверкает Гьона…», Карвунис написал за одну ночь.
Первоначально Карвунис сам написал музыку к пеану, но тот стал известен с музыкой другого участника Сопротивления, Н. Цаконаса (псевдоним «Астрапояннос»).
В то время, как пеан был известен всем участникам Сопротивления, мало кто знал имена авторов стихов и музыки.
В случае Карвуниса применимы слова профессора Никоса Веиса, что «нет для поэта большей славы, нежели когда народ поёт его песни, не зная имени автора».

## Смерть
После многомесячной болезни Карвунис умер в Афинах 17 февраля 1947 года, в самом начале Гражданской войны (1946—1949).
Его похороны, на фоне убийств и расстрелов бывших бойцов Сопротивления, стали политической манифестацией.
С поминальной речью выступил Костас Карайоргис, бывший тогда ещё главным редактором полулегальной на тот момент газеты Ризоспастис.
В последний путь его проводили тысячи участников Сопротивления, которые пели его пеан «Громыхает Олимп».

## Работы
Чисто литературные работы Карвуниса — стихи, рассказы, переводы, — были рассеяны по легальным и подпольным журналам и газетам.
Самым известным его поэтическим произведением остался пеан «Громыхает Олимп», который в его музыкальной форме был известен всем участникам Сопротивления и продолжает быть известным и сегодня их наследникам.
Как переводчик, Карвунис, одним из первых в Греции, перевёл работы Уолта Уитмена, Шелли, Эдгара По и Владимира Маяковского.
В 1967 году Исторический институт Янниса Кордатоса издал сборник «Никос Карвунис. Рассказы, воспоминания, переводы».

## Другие стороны личности Карвуниса
Карвунис имел музыкальное образование и играл на скрипке на профессиональном уровне, хорошо плавал, но самым большим его увлечением был альпинизм. Многие годы он возглавлял общество альпинизма и прогулочного туризма, не обходя вниманием ни одну гору и высоту Аттики.
Находясь в концлагере в Ларисе, в 60-летнем возрасте, он удивлял товарищей-узников своей выносливостью и с уверенностью заявлял, что после греческих гор он намерен подняться на Кавказ, Тибет и Гималаи.